# Евстратов, Дмитрий Павлович
Дмитрий Павлович Евстратов — советский хозяйственный, государственный и политический деятель, Герой Социалистического Труда.

## Биография
Родился в 1912 году в украинской крестьянской семье. Член ВКП(б) с 1961 года.
С 1929 года — на хозяйственной, общественной и политической работе. В 1929—1967 гг. — забойщик на шахте, бригадир рабочих очистного забоя, навалоотбойщик шахтоуправления имени Ленина треста «Макеевуголь» Министерства угольной промышленности Украинской ССР города Макеевки Сталинской области.
Указом Президиума Верховного Совета СССР от 26 апреля 1957 года присвоено звание Героя Социалистического Труда с вручением ордена Ленина и золотой медали «Серп и Молот».
Избирался депутатом Совета Союза Верховного Совета СССР 5-го созыва от Макеевского избирательного округа № 519 Сталинской области.